# Machinefabriek Alkmaar
Onder de naam Machinefabriek Alkmaar met als voorloper de Alkmaarsche IJzer- en Metaalgieterij en een tijdelijk bestaan als vestiging van Philips bestond van 1879 tot 1998 in Alkmaar een (elektro)mechanisch bedrijf annex machinefabriek. De onderneming kende een divers productenpakket maar is vooral bekend geworden als leverancier van spoorweginstallaties als overwegbomen en seininstallaties.

## Geschiedenis
In 1879 werd de Alkmaarsche IJzer- en Metaalgieterij' als naamloze vennootschap opgericht. Het was een voortzetting van de ijzergieterij en machinefabriek van Ch. Bosch Reitz in Den Helder. In Alkmaar werd een deel van een park door de gemeente aan de nv verkocht, aan de Voormeer, met een steiger aan Noordhollandsch Kanaal. Eerste directeur werd Cornelis Johannes van Spall die betrokken was geweest bij de aanleg en exploitatie van het waterleidingbedrijf van Bosch Reitz in Den Helder en vervolgens ook van diens metaalbedrijf . Een van de eerste producten waren dan ook afsluiters, naast molenroeden, brandspuiten en stoommachines. Al in 1881 startte men met de vervaardiging van beveiligingsinstallaties voor spoor- en tramwegen, waarvoor men een licentie van de Hollandsche IJzeren Spoorweg-Maatschappij verkreeg waarbij de directeur van de HIJSM commissaris werd. In 1889 telde het bedrijf al 85 arbeiders, in 1897 circa 150.In 1898 nam Th. van Spall het directeurschap over van zijn vader. Voor het toenemend elektrotechnisch deel van de spoorinstallaties werkte men aanvankelijk nog samen met Gebr Caminada te Rotterdam. Van 1901 tot circa 1910 vervaardigde men met betrekkelijk succes gasmotoren onder de merknaam Fors. Het bedrijf groeide verder tot circa 200 arbeiders in 1912. Financieel was de onderneming een succes, tenminste voor de aandeelhouders met een gemiddeld dividend van 20,3% 1882-1924. Vanaf circa 1910 werd de Indische markt belangrijk met naast spoorwegmaterieel machines voor de suikerindustrie (ampasbalenpers, sapweegtoestellen). Rond 1920 werd Geveke vertegenwoordiger voor Indië. In de jaren twintig en dertig was er in het kader van de vervaardiging van spoorwegmaterieel nauwe samenwerking met de Nederlandsche Seintoestellen Fabriek. Daarnaast vervaardigde men bewerkt gietwerk als schuifafsluiters, brandkranen, pijpen en kleppen naast constructiewerk en transportinrichtingen. Mede onder invloed van de crisis werd in 1938 de ijzergieterij gesloten en veranderde de naam in Nederlandsche Machinefabriek ‘Alkmaar’.
Na de Tweede Wereldoorlog meldde zich de Nederlandse Spoorwegen om hun beveiligingssysteem te moderniseren. In het kader daarvan ging de sinds 1948 omgedoopte Nederlandse Machinefabriek 'Alkmaar' NV' in samenwerking met de Nederlandsche Seintoestellen Fabriek en met de NV Spoorweg Industrie te Utrecht als licentiehouder van de General Railway Signing Cy. voor een groot deel van Europa moderne Amerikaanse seininstallaties vervaardigen. Voor de vervaardiging van het mechanische gedeelte van de beveiligingssystemen werden in de jaren vijftig nieuwe  bedrijfshallen gebouwd. Philips verwierf in 1954 20% van de aandelen.

## Periode Philips
In 1960 werd de fabriek een volledige Philipsdochter en ondergebracht bij de hoofdindustriegroep Philips Telecommunicatie Industrie. In 1970 werd de fabriek bij de Philips Machinefabrieken ingedeeld, waarna de Alkmaarse vestiging ook productiemachines ging vervaardigen. Men begon met autohefbruggen onder licentie van Villars Zwitserland. Daarna ging men kleine liften met een groot hefvermogen fabriceren hoofdzakelijk voor winkels, voor het toenemend vervoer van goederen op pallets. NMA fabriceerde ook, eerst in samenwerking met het Britse Spencer and Sons (1977) en in licentie van Wibe Zweden later naar eigen ontwerp, hoogwerkers met een bereik van 22-25 meter, onder andere voor brandweerkorpsen. Voor het inpakken van pallets werd een krimpinstallatie gefabriceerd om pallets met lading en al te wikkelen in plasticfolie. Ook vervaardigde de NMA een automatische palletbe/ontlader, in licentie van Thibault Frankrijk. Voor de gasindustrie is een standaard stalen kast gemaakt voor onder andere gasreduceerstations.
Door een algemene neergang namen de orders voor Philips af en bleef de fabriek voornamelijk aan derden leveren. In 1975 werkten er 320 mensen. Dat aantal liep terug tot 250 in 1979 en 200 in 1983. Er volgde een heroriëntatie. Naast de algemene machinebouw (deels voor Philips) bleef de afdeling spoorwegbeveiligingsinstallaties (grotendeels export) belangrijk, naast installaties voor intern transport.

## Verzelfstandiging
In 1991 werd het bedrijf - waar toen 210 mensen werkten - verzelfstandigd onder de naam NMA (als afkorting van Nederlandse Machinefabriek Alkmaar). De Holding bestond uit verschillende werkmaatschappijen:
- NMA Industries - De Nederlandse Machinefabriek Alkmaar, machinefabriek gericht op serie-productie van metalen machine onderdelen. NMA was werkzaam in het oude pand van de Alkmaarsche IJzer- en Metaalgieterij.
- NMA Railway Signalling - Gevestigd in Broek op Langedijk, met als speerpunt de assemblage van afsluitboominstallaties en seinsystemen.
- NMA Industrial Automation - Gericht op assemblage- en productie-automatisering onder andere voor producten als tv, audio, video, faxapparaten en scheerapparaten. Ook niet-Philips klanten werden bediend. Deze dochteronderneming werd in mei 1997 failliet verklaard, waarbij alle 102 werknemers hun baan verloren.

## Overname van activiteiten
In 1998 ontstond IPA Total Productivity (IPA-TP) vanuit het failliete NMA-IA. IPA is gevestigd in Broek op Langedijk. In 2001 werd het verzelfstandigde bedrijfsonderdeel NMA Railway Signalling overgenomen door VolkerWessels en toegevoegd aan de Vialis Groep. Vervolgens vond er eind 2008 uit IPA-TP nog een buy out van de Benelux markt  plaats, waaruit Total Productivity (TP) ontstond.